# 김갑승
김갑승(1966년 7월 19일~)은 대한민국의 휠체어 컬링 선수이다.